# Eolo-Kometa Cycling Team/Saison 2021
Diese Liste beschreibt den Kader und die Siege des  Eolo-Kometa Cycling Teams in der Saison 2021. 

## Kader
| Teamkader 2021                                 | Teamkader 2021    | Teamkader 2021         | Teamkader 2021                             |
| Name                                           | Geburtsdatum      | Land                   | Vorheriges Team                            |
| ---------------------------------------------- | ----------------- | ---------------------- | ------------------------------------------ |
| Vincenzo Albanese                              | 12. November 1996 | Italien                | Bardiani CSF Faizanè (2020)                |
| John Archibald                                 | 14. November 1990 | Vereinigtes Königreich | Ribble Weldtite Pro Cycling (2020)         |
| Davide Bais                                    | 2. April 1998     | Italien                | Cycling Team Friuli ASD (2020)             |
| Manuel Belletti                                | 14. Oktober 1985  | Italien                | Androni Giocattoli-Sidermec (2020)         |
| Mark Christian                                 | 20. November 1990 | Vereinigtes Königreich | Canyon DHB p/b Soreen (2020)               |
| Márton Dina                                    | 11. April 1996    | Ungarn                 | Pannon (2019)                              |
| Alessandro Fancellu                            | 24. April 2000    | Italien                |                                            |
| Erik Fetter                                    | 5. April 2000     | Ungarn                 | Pannon (2019)                              |
| Lorenzo Fortunato                              | 9. Mai 1996       | Italien                | Vini Zabù-Brado-KTM (2020)                 |
| Mattia Frapporti                               | 2. Juli 1994      | Italien                | Androni Giocattoli-Sidermec (2020)         |
| Sergio García González                         | 11. Juni 1999     | Spanien                |                                            |
| Francesco Gavazzi                              | 1. August 1984    | Italien                | Androni Giocattoli-Sidermec (2020)         |
| Arturo Grávalos                                | 2. März 1998      | Spanien                |                                            |
| Luca Pacioni                                   | 13. August 1993   | Italien                | Androni Giocattoli-Sidermec (2020)         |
| Edward Ravasi                                  | 5. Juni 1994      | Italien                | UAE Team Emirates (2020)                   |
| Samuele Rivi                                   | 11. Mai 1998      | Italien                | Tirol KTM Cycling Team (2020)              |
| Alejandro Ropero                               | 17. April 1998    | Spanien                |                                            |
| Diego Sevilla                                  | 4. März 1996      | Spanien                | Polartec-Fundación Alberto Contador (2017) |
| Daniel Viegas                                  | 5. Januar 1998    | Portugal               |                                            |
| Luca Wackermann                                | 13. März 1992     | Italien                | Vini Zabù-Brado-KTM (2020)                 |
| Vicente Hernaiz (1. Aug.–31. Dez., Stagiaire)  | 28. November 1998 | Spanien                |                                            |
| David Martin (1. Aug.–31. Dez., Stagiaire)     | 19. Februar 1999  | Spanien                | Kometa U23 (2021)                          |
| Davide Piganzoli (1. Aug.–31. Dez., Stagiaire) | 8. Juli 2002      | Italien                | Ciclistica Trevigliese (2020)              |
|                                                |                   |                        |                                            |
| Quelle: ProCyclingStats                        |                   |                        |                                            |

## Siege
| Siege    | Siege                                                   | Siege      | Siege  | Siege             | Siege |
| Datum    | Rennen                                                  | Staat      | Klasse | Sieger            |       |
| -------- | ------------------------------------------------------- | ---------- | ------ | ----------------- | ----- |
| 22. Mai  | Giro d’Italia, 14. Etappe                               | Italien    | 2.UWT  | Lorenzo Fortunato |       |
| 16. Jun. | Adriatica Ionica Race, 2. Etappe                        | Italien    | 2.1    | Lorenzo Fortunato |       |
| 17. Jun. | Adriatica Ionica Race, Gesamtwertung                    | Italien    | 2.1    | Lorenzo Fortunato |       |
| 17. Jun. | Ungarische Meisterschaften, Einzelzeitfahren der Männer | Ungarn     | CN     | Erik Fetter       |       |
| 20. Sep. | Tour du Limousin, 4. Etappe                             | Frankreich | 2.1    | Erik Fetter       |       |